# Кочур, Григорий Порфирьевич
Григо́рий Порфи́рьевич Ко́чур (укр. Григорій Порфирович Кочур; 1908—1994) — советский украинский поэт, переводчик, литературовед, диссидент и правозащитник.

## Биография
Родился 4 (17 ноября) 1908 года в селе Феськовка (ныне Менский район, Черниговская область, Украина) в крестьянской семье. Окончил Киевский институт народного просвещения, где среди его преподавателей был НИколай Зеров. Преподавал в пединститутах Тирасполя и Винницы. Диссертацию о творчестве Верлена не успел защитить: началась война.
В 1943 году арестован вместе с женой, отбывал срок в лагере под Интой, освобожден в 1953 году, реабилитирован в 1962 году. После освобождения поселился в Ирпене, где его дом стал центром общения для украинской интеллигенции, а сам он — неформальным лидером украинских переводчиков. В его доме («Ирпеньском университете») постоянно бывали Вячеслав Чорновил, Иван Дзюба, Лина Костенко, Васыль Симоненко и многие другие. В 1968 году подписал Письмо 139-ти против незаконных политических судов на Украине. В 1973 году Кочура исключили из Союза писателей Украины за то, что он отказался дать показания против писателя Евгена Сверстюка. На пятнадцать лет был лишен возможности публиковаться. В 1988 году восстановлен в Союзе писателей. В 1991—1992 годах впервые получил возможность побывать за границей, выступал на конференциях в США, Польше и Чехии.
Умер 15 декабря 1994 года в Ирпене (ныне Киевская область, Украина). Похоронен на Байковом кладбище Киева.

## Творчество
Переводил произведения писателей трех континентов, 30 стран и 26 столетий, от Архилоха и Алкмана до наших дней. Автор работ по теории перевода, статей о мировой литературе, о выдающихся украинских переводчиках (Н. Зеров, М. Лукаш и др.).

## Публикации
- «Відлуння» (рус. «Отголосок», 1969, переводы)
- «Інтинський зошит» (рус. «Интинская тетрадь», 1989, стихи лагерных лет)
- «Друге відлуння» (рус. «Второй отголосок», 1991, переводы)
- «Третє відлуння» (рус. «Третий отголосок», 2000, переводы)

## Признание
- премия М. Ф. Рыльского
- Государственная премия Украины имени Тараса Шевченко (1995 — посмертно) — за книгу переводов «Второй отголосок»
- медаль Научного общества имени М. C. Грушевского.

В Ирпене действует музей Григория Кочура.
Во Львовском университете открыта переводческая кафедра им. Г. Кочура.
В 2008 году в честь 100-летия переводчика выпущена марка с его портретом.
В 2009 году учреждена премия имени Григория Кочура в области перевода и переводоведения.